# Oecetis ada
Oecetis ada là một loài Trichoptera trong họ Leptoceridae. Chúng phân bố ở vùng Indomalaya.